# Тестман, Каролина
Каролина Софи Тестман (дат. Caroline Sophie Testman; 6 февраля 1839, Копенгаген — 1 сентября 1919, там же), — датская феминистка. Она была соучредителем Датского женского общества (дат. Dansk Kvindesamfund) и его председателем в 1872—1883 годах.

## Биография
Каролина была дочерью почтмейстера и капитана Педера Отто Тестмана (1806—1890) и Генриетты Марии Хохленберг (1808—1874). У неё было желание получить образование, но отец не разрешал ей это делать. Но в 1860-х годах она стала активно работать внештатным журналистом и публиковала статьи в различных газетах, чем и занималась большую часть своей жизни. Одним из изданий, для которого она писала, был журнал «Tidskrift för hemmet» шведской феминистки Софи Адлерспарре.
Каролина Тестман была соучредителем первой женской организации в Дании, Датского женского общества (дат. Dansk Kvindesamfund) наряду с Тагеей Йохансен, Элисабет Ухтерлоню и Матильдой Байер. Оно было основано в 1871 году как филиал французской Международной ассоциации женщин с Матильдой Байер в качестве председателя и Каролиной Тестман в качестве казначея. Байер вскоре покинула свой пост, и когда её преемница Северина Кассе сделала то же самое в 1872 году, Тестман стала его председателем, сохраняя этот пост до 1883 года. Во время своего пребывания на этой должности она уделяла особое внимание доступу женщин к образованию и профессиональной деятельности. Она основала Бизнес-школу для женщин (дат. Handelsskolen for Kvinder) в 1872 году, чтобы открыть рынок труда для женщин в период увеличения количества рабочих мест в торговых, офисных и банковских профессиях. Эта школа в конечном итоге получила государственную поддержку и оставалась основным учебным заведением для женщин в Дании в своих сферах до 1903 года, когда подобное образование стало предоставляться женщинам государством. В 1874 году она также основала Воскресную школу для женщин (дат. Søndagsskolen for Kvinder), предоставлявшую начальное образование для женщин из рабочего класса, в которой преподавали специалисты на добровольной основе. Школа действовала до 1890 года, когда подобное образование стало предоставляться женщинам студенческим союзом. В 1876 году она основала вместе с Шарлоттой Клейн Школу рисования для женщин (дат. Tegneskolen for Kvinder).
Каролина Тестман была сторонницей избирательного права для женщин, но во время её пребывания на посту Датского женского общества этот вопрос ещё не был предметом обсуждения. В 1884 году она предложила принять достижение этого права в качестве одной из целей ассоциации, но безуспешно. В 1887 году Тестман поддержала предложение о реформе условного женского избирательного права, сделанное политиком Фредриком Байером. Она продолжала быть активным членом Датского женского общества до самой своей смерти. В своём завещании она учредила фонд для студенток.